# تاریکی (فیلم ۲۰۰۲)
تاریکی (انگلیسی: Darkness) فیلمی ترسناک به کارگردانی ژاومه بالاگرو است که در سال ۲۰۰۲ منتشر شد. از بازیگران آن می‌توان به آنا پاکوین، لنا اولین، ایان گلن، فله مارتینس و جانکارلو جانینی اشاره کرد.